# 鸳鸯镇
鸳鸯镇，是中华人民共和国甘肃省天水市武山县下辖的一个乡镇级行政单位。

## 行政区划
鸳鸯镇下辖以下地区：
鸳鸯镇社区、砚峰村、费山村、焦寺村、广武村、颉门村、包坪村、盘古村、李山村、麻山村、丁门村、苟山村、大林村和鸳鸯村。